# José María Vargas (município)
José María Vargas é um município da Venezuela localizado no estado de Táchira.
A capital do município é a cidade de El Cobre.